# Habitatge al carrer Mulleres, 42 (Olot)
L'habitatge al carrer Mulleres, 42 era una casa eclèctica d'Olot (Garrotxa) inclosa a l'Inventari del Patrimoni Arquitectònic de Catalunya.

## Descripció
Era un gran casal de planta rectangular i teulat a dues aigües amb els vessants vers les façanes principals. Disposava de planta baixa, amb sis crugies i sis portals d'accés. Eren destacables dues reixes de les finestres que portaven les inicials JC i la data 1864. Tenia dos pisos superiors amb sis balcons cadascun, alguns d'ells amb boniques reixes amb motius vegetals. La façana estava pintada de color groc i els marcs de les obertures de color blanc.

## Història
La urbanització del carrer Mulleres va tenir lloc a la segona meitat del segle xix. Són cases amb alguns elements clàssics, però que donen pas a una arquitectura molt més historicista i eclèctica. Obres importants d'aquest moment són la construcció de la plaça de Braus, el Teatre, petites esglésies i capelles, la urbanització de la sortida de l'Horta del Carme, però els projectes més importants són la plaça Clarà i el passeig de Barcelona. En algunes de les cases del carrer Mulleres intervenen alguns mestres d'obres importants: F. Salvat, J. Cordomí i E. Pujol.